# Velencei iskola

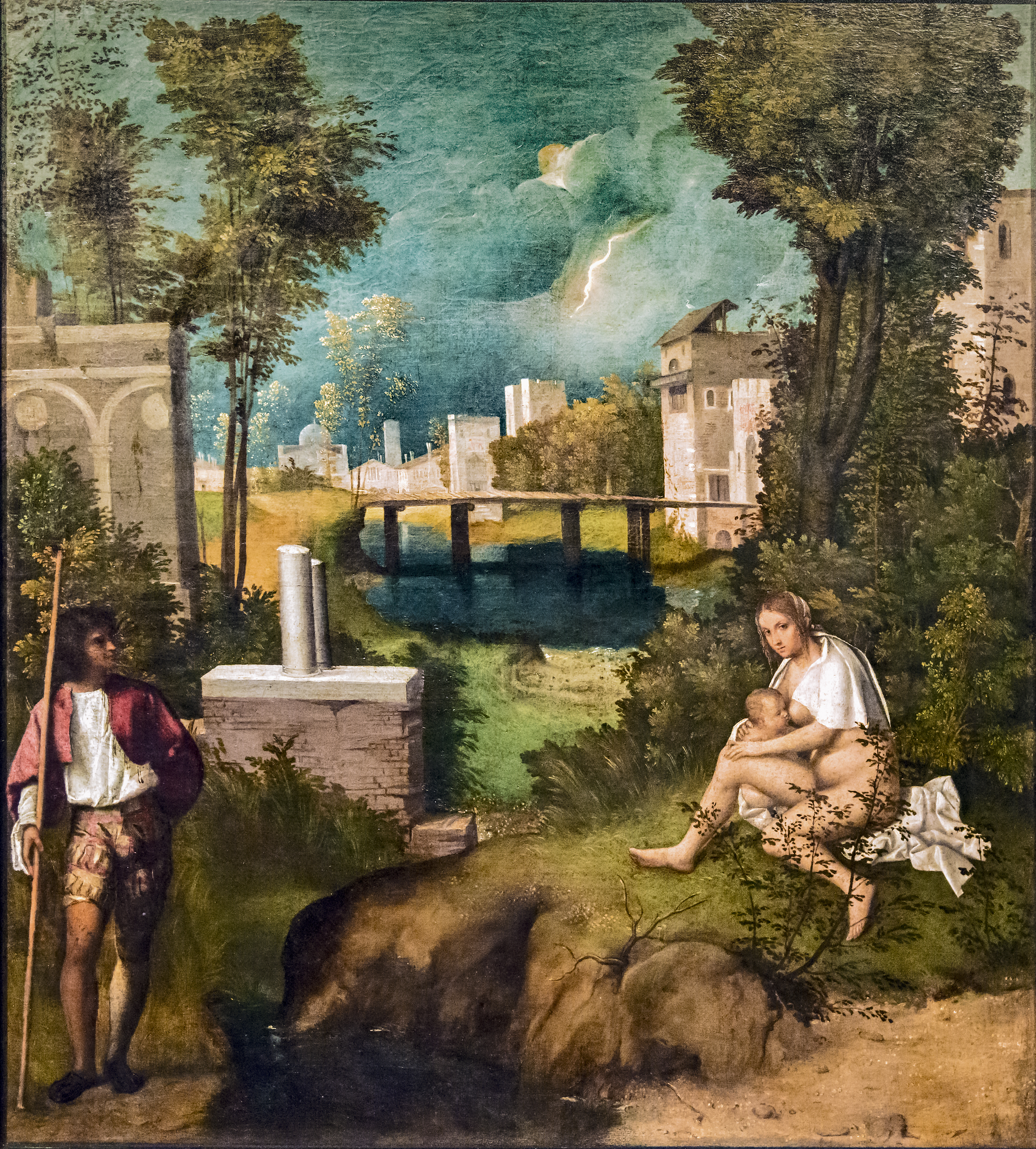
Giorgione - Vihar (olajfestmény)

A festőművészetben a velencei iskola a Velencei Köztársaság környékén fejlődött ki a XV. század vége felé, jellegzetes stílussal és befolyással.
Kezdve Giorgione (c. 1477–1510) és Giovanni Bellini (kb. 1430–1516) műhelyével, a velencei iskola meghatározó művészei voltak  Tiziano (1489–1576), Tintoretto (1518–1594), Veronese (1528–1588) és Bassano (1510–1592), Gianbattista Pittoni (1687–1767) is. Ez a stílus Olaszország többi részében használt manierizmussal ellentétben a vonalvezetéshez viszonyítva a színt helyezte előtérbe, ami később nagy hatással volt a festőművészet fejlődésére.